# Rolgeluid
Rolgeluid is geluid dat ontstaat door het contact tussen een wiel en het wegdek of de rails. Het rolgeluid is voor zowel het wegverkeer als het spoorverkeer de belangrijkste oorzaak van geluidshinder. Alleen bij lage snelheden domineert bij het wegverkeer het geluid uit de uitlaat en van de motor.
Zowel voor auto's als voor treinen neemt het rolgeluid sterk toe met de snelheid. De toename in decibel is globaal evenredig met 20 log v, waarin v de snelheid is. Dat wil zeggen dat elke verdubbeling van de snelheid gepaard gaat met een geluidstoename van 6 dB.

## Rolgeluid bij auto's
Het rolgeluid bij auto's ontstaat doordat de rubber band van de auto bij het rollen over de weg wordt vervormd. Hierdoor raakt de band in trilling en gaat deze geluid afstralen. Het afgestraalde geluid is afhankelijk van de ruwheid van de weg, van het type band (met name het profiel en de breedte van de band). Ten slotte is de mate van absorptie van het geluid door het wegdek van belang.

## Rolgeluid bij treinen

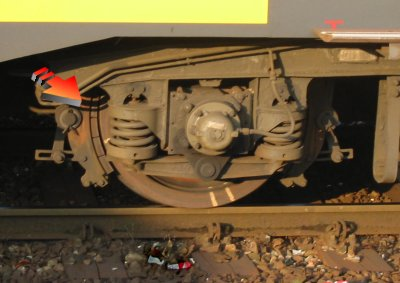
De remblokken van een Mat '64 trein bestaan uit 5 kleinere blokken

Het rolgeluid van treinen wordt veroorzaakt doordat zowel het stalen wiel als de rails in trilling raken en geluid afstralen. Zouden de rails en het wiel volkomen glad zijn, dan zou dit rolgeluid niet optreden. Door de kleine oneffenheden van het oppervlak van wiel en rails (de ruwheid genoemd) ontstaan deze trillingen. Treinen met een remsysteem bestaande uit gietijzeren remblokken die op de wielband drukken hebben hierdoor aanzienlijk ruwere wielen dan treinen die een ander remsysteem bezitten, zoals een schijfrem, elektrische of elektrodynamische rem. Moderne reizigerstreinen worden in Nederland veelal voorzien van zo'n remsysteem. Bij hoge snelheid (140 km/uur) zijn deze treinen dan ook 8 decibel stiller dan treinen met een blokkenrem. Bij lage snelheid is het verschil veel kleiner. (Moderne reizigerstreinen rijden weliswaar stiller, maar hebben wel een kleiner loopvlak. Hierdoor kan de spoordetectie minder goed functioneren, wat tot veiligheidsproblemen kan leiden. Ook spoorstaafbreuken komen vaker voor door slechtere verdeling van het gewicht over de breedte van de spoorkop.)
Ook kunnen de spoorstaven gladder gemaakt worden door ze te slijpen met een speciale slijptrein. Dit heeft echter weinig zin als er over het spoor ook nog treinen met ruwe wielen rijden, zoals goederentreinen. In 2003 was er in Nederland nog weinig zicht op dat ook goederentreinen van een stil remsysteem worden voorzien, vooral vanwege het internationale karakter van het goederenvervoer. Door de marginale winsten die op het goederenvervoer worden gemaakt is er ook weinig geld voor beschikbaar. Dankzij Europese afspraken om het remsysteem van gietijzeren blokken voor nieuwe bestelde wagons in de ban te doen, begon het aandeel gietijzer in de Europese goederenvloot vanaf ca. 2005 langzaam af te nemen. Vanaf 2013 ging de afname sneller, toen het gebruik van alternatieve remblokken (LL-blokken) op oudere wagons vrijgegeven werd. In 2017 was ongeveer de helft van de goederenwagons stiller gemaakt.

### Fluistertrein
De Dolomiet-shuttle tussen Veendam en het Belgische Hermalle reed in het kader van het project 'Fluistertrein' vanaf 2003. De fluistertrein had wieldempers, geluidsarme wielen en kunststof remblokken die geen oneffenheden op de wielen veroorzaken.